# Hedifana
La hedifana es un mineral, arseniato de calcio y plomo con iones cloruro. Fue descrita en 1830 por Johann Friedrich August Breithaupt, que le dio el nombre a partir de las palabras griegas que significan aparecer y bonito, probablemente por su brillo. Los ejemplares en los que se basó la descripción proceden de la localidad de Långban, Filipstad, Värmland (Suecia), que es consecuentemente la localidad tipo.   

## Propiedades físicas y químicas
La hedifana es el análogo con arsénico de la fosfohedifana. Es incolora, blanca o ligeramente amarillenta. Forma una serie con la mimetita. Suele contener algo de fósforo, así como estroncio y bario. Los iones de Pb y Ca ocupan lugares distintos en la estructura cristalina. Se encuentra asociada a braunita, willemita y austinita, entre otros minerales.

## Yacimientos
La hedifana es un mineral raro, conocido solamente en algunas decenas de localidades, fundamentalmente yacimiento de manganeso o zinc sometidos a procesos de metamorfismo. Los yacimientos más importantes históricamente son la localidad tipo y el de Franklin Furnace, New Jersey (USA). Los mejores ejemplares conocidos proceden de la mina Beltana, en Puttapa (Australia del Sur). En México se conoce en la mina Apex, municipio de Manuel Benavides, Chihuahua.